# Charles Coulomb
Charles Augustin de Coulomb (ur. 14 czerwca 1736 w Angoulême, zm. 23 sierpnia 1806 w Paryżu) – francuski wojskowy, inżynier i fizyk doświadczalny, członek Francuskiej Akademii Nauk. Zajmował się mechaniką klasyczną, magnetyzmem i elektrostatyką, w której miał najbardziej znane osiągnięcia. Od jego nazwiska pochodzą nazwy m.in. prawa Coulomba oraz jednostki ładunku elektrycznego w układzie SI: kulomb (C).

## Życiorys

### Pochodzenie i kariera
Syn Henry'ego i Catherine Bajet. Ukończył gimnazjum klasyczne Mazarina w Paryżu. W lutym 1760 zdał egzaminy wstępne i został przyjęty do Szkoły Inżynierii (École du Génie). Po jej ukończeniu w listopadzie 1761, został mianowany na stopień porucznika wojsk inżynieryjnych. Najpierw skierowano go do garnizonu Brest, a później na wyspę Martynikę w Indiach Zachodnich. Tam w latach 1763–1772 kierował budową Fortu Burbon. Po powrocie do Francji otrzymał stopień kapitana i pełnił służbę w Bouchain.
Od 1773 całkowicie poświęcił się pracom badawczym dotyczącym magnetyzmu, teorii maszyn prostych i elektrostatyki. Od 1781 członek Francuskiej Akademii Nauk.
W 1785 na podstawie wielu precyzyjnych eksperymentów, przeprowadzonych za pomocą wagi skręceń sformułował prawo nazwane od jego nazwiska prawem Coulomba, będące podstawowym prawem elektrostatyki. Później rozwinął teorię elektryzowania powierzchniowego przewodników. W 1786 odkrył zjawisko ekranowania elektrycznego, a w 1789 wprowadził pojęcie momentu magnetycznego.

### Życie prywatne
W 1802 poślubił Louise Françoise LeProust Desormeaux – matkę jego dwóch synów (pierwszy urodził się 26 lutego 1790, a drugi – 30 lipca 1797).

## Upamiętnienie
Nazewnictwo
- Współczynnik proporcjonalności k w prawie Coulomba bywa nazywany stałą Coulomba[2];
- Potencjał elektryczny punktowego ładunku, wynikający z prawa Coulomba, bywa nazywany potencjałem kulombowskim[3];
- Podstawowe kryterium opisujące wytrzymałość gruntu na ścinanie nazywane jest prawem Coulomba-Mohra;
- Jego nazwisko nosi planetoida: (30826) Coulomb.

Inne formy
- Nazwisko Coulomba pojawiło się na liście 72 nazwisk na wieży Eiffla[4].